# ピエール・アンリ・ヴァイヤン
ピエール・アンリ・ヴァイヤン（Pierre Henri Vaillant、1878年1月30日 - 1939年5月8日）はフランスの画家、版画家である。風俗画や人物画を描いた。

## 略歴
パリで建築家の息子に生まれた。父親がウール＝エ＝ロワール県で建築の仕事をしていたので、ウール＝エ＝ロワール県のシャルトルで育った。パリのエコール・デ・ボザールでジャン＝レオン・ジェロームやマルセル・バシェに学んだ。美術学校を卒業した後、ブルターニュでの活動を始め、「バンド・ノワール(Bande noire)」というグループに分類される写実的で、暗い色調の作品を描く画家、シャルル・コッテと知り合い、信奉者になった。
1905年から1913年までフランス芸術家協会の展覧会に出展し、何度か入選した。1914年に第一次世界大戦が始まると軍務につきヴェルダンの戦いなどにも参加した。後年、戦争を描いた版画を制作し陸軍博物館に作品が買い上げられた。毒ガスによって負傷し、後遺症を残した。中尉の階級で退役し、クロワ・ド・ゲール勲章を受勲した。
1919年に結婚した。1921年からにフランス芸術家協会の展覧会の出展を再開し、フランス芸術家協会の会員に選ばれた。また作品が国に買い上げられてリュクサンブール美術館に収蔵された。1930年には風景画に贈られるルネ・コッテ賞(Prix Cottet) を受賞し、その年、リュシアン・シモンの後任として、私立の美術学校、グランド・ショミエール芸術学校の教授に任じら、数年間美術学校で教えた。教えて学生にはアムリタ・シェール＝ギルらがいる。
1937年にレジオンドヌール勲章（シュヴァリエ）を受勲した。

## 作品

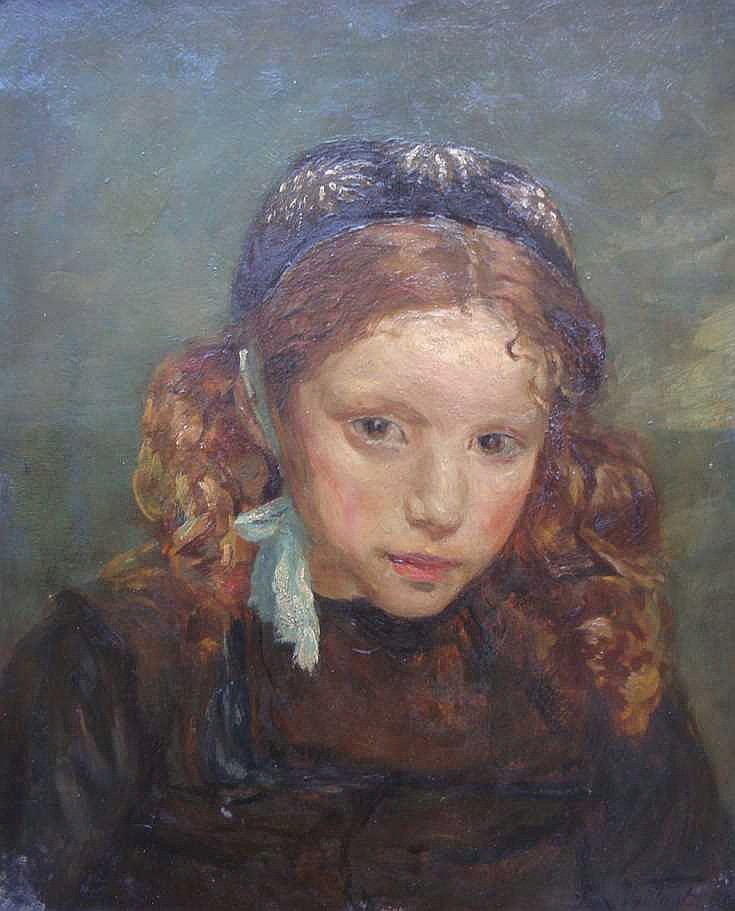
カンペールの少女
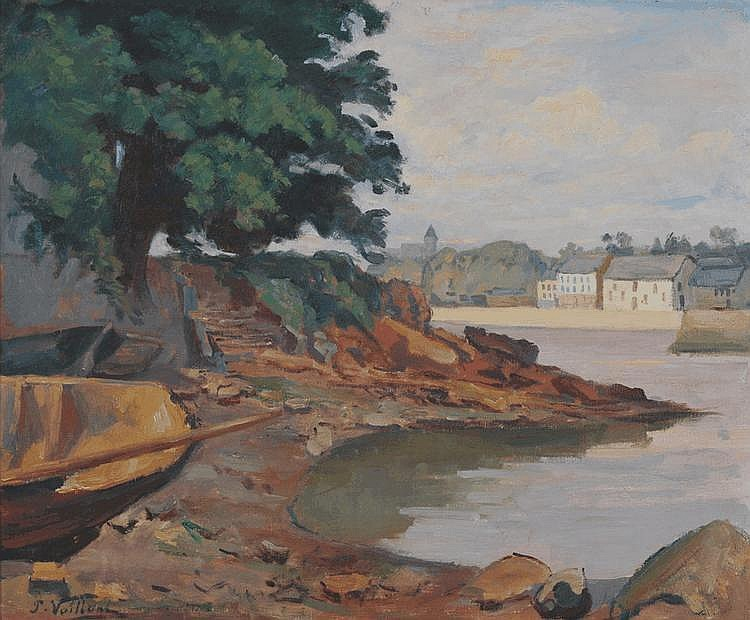
ブルターニュ
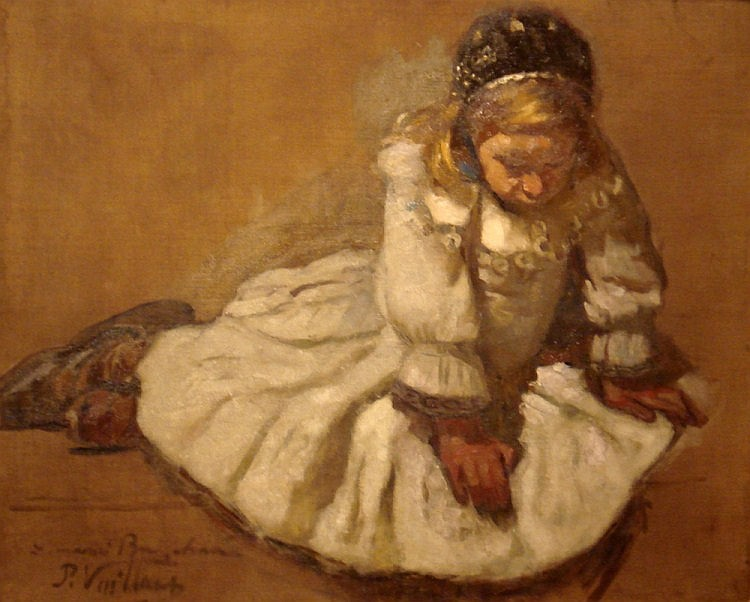
ブルターニュの少女
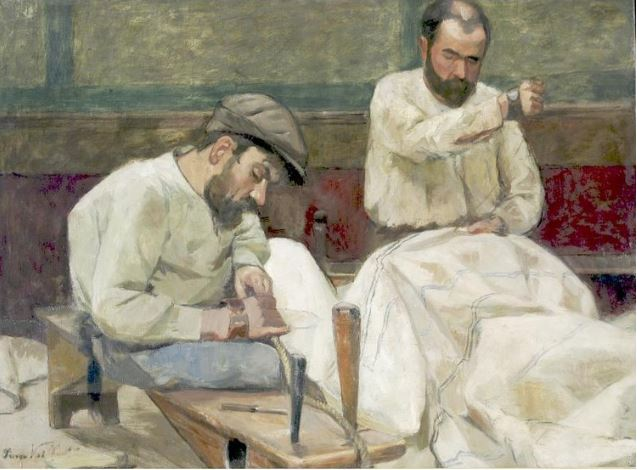
帆布作り